# Passiflora monadelpha
Passiflora monadelpha je biljka iz porodice Passifloraceae.
Ekvadorski je endem. Prema IUCN-ovom crvenom popisu razvrstana je u skupinu kojoj prijeti izumiranje, stupnja ugroženosti LC - najmanji stupanj zabrinutosti (IUCN 3.1).